# Hugh Boyle Ewing

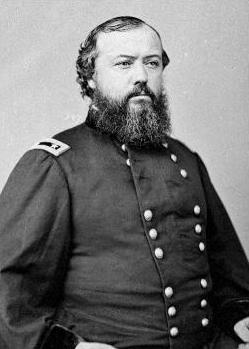
Hugh Boyle Ewing

Hugh Boyle Ewing (* 31. Oktober 1826 in Lancaster; † 30. Juni 1905 ebenda) war ein US-amerikanischer General und Diplomat.

## Leben
Hugh Boyle Ewing war der Sohn des Politikers Thomas Ewing, Sr.; seine Brüder waren Thomas Ewing, Jr. und Charles Ewing. Sein Schwager, William Tecumseh Sherman, gilt heute als einer der führenden Generäle des Amerikanischen Bürgerkriegs. Ewing erhielt zunächst Privatunterricht und besuchte daraufhin von 1844 bis 1848 die United States Military Academy in West Point, brach seine Offiziersausbildung allerdings aufgrund schlechter Noten ab. Nachdem er 1849 dem Goldrausch nach Kalifornien gefolgt und 1852 mit leeren Händen in den Osten des Landes zurückgekehrt war, ging er einige Jahre seiner Anwaltstätigkeit nach und leitete verschiedene Unternehmen seines Vaters.
Nach dem Ausbruch des Amerikanischen Bürgerkriegs 1861 trat Ewing dem Unionsheer bei und wurde im August zum Colonel befördert. Sein Regiment kämpfte zunächst in West Virginia gegen Bushwhackers, bevor sie im August 1862 im Rahmen des Maryland-Feldzuges an den Potomac verlegt wurden. Dort zeichneten sie sich in den Schlachten am South Mountain und am Antietam aus. Ewing wurde im November 1862 zum Brigadegeneral befördert und im Januar 1863 in den Westen verlegt. Dort nahm er unter Befehl seines Schwagers Sherman am Vicksburg-Feldzug teil und erhielt nach der Schlacht um Vicksburg das Kommando über eine Division. 1864 kommandierte er einen Posten der Unionsarmee in Louisville. Ab dem Februar 1865 diente er mit Sherman in North Carolina. Nach dem Ende des Krieges erhielt er den Brevet-Rang des Generalmajors.
Von 1866 bis 1870 diente Ewing als Nachfolger James Shepherd Pikes als Botschafter in den Niederlanden, worauf er bis 1874 in Washington, D. C. als Anwalt praktizierte. In seinen letzten Lebensjahren zog er sich auf einen Hof nahe seinem Geburtsort Lancaster zurück, wo er unter anderem die Bücher A Castle in the Air und The Black List; A Tale of Early California verfasste. Er starb verstarb dort am 30. Juni 1905.